# Branimir Hrgota
Branimir Hrgota (* 12. Januar 1993 in Zenica, Bosnien und Herzegowina) ist ein schwedischer Fußballspieler. Der Stürmer und dreimalige A-Nationalspieler steht bei der SpVgg Greuther Fürth unter Vertrag.

## Kindheit
Hrgota wurde als Sohn kroatischer Eltern im bosnischen Zenica geboren. Als er ein Jahr alt war, flohen die Eltern mit seiner älteren Schwester und ihm vor dem Bosnienkrieg nach Schweden.

## Karriere

### Vereine

#### Anfänge in Schweden
Hrgota erlernte das Fußballspielen bei IK Tord in Jönköping. 2008 wechselte er dann in die Jugendabteilung des Stadtrivalen und Zweitligisten Jönköpings Södra IF. Zu Beginn der Saison 2011 schaffte er den Sprung in die erste Mannschaft, unterschrieb einen Vertrag bis zum 30. Oktober 2012 und konnte sich schnell einen Stammplatz erspielen. Insgesamt erzielte er in 25 Spielen 18 Tore und wurde Torschützenkönig der Saison 2011.

#### Borussia Mönchengladbach
In der Sommerpause 2012 unterschrieb Hrgota einen bis Ende Juni 2016 datierten Vertrag beim deutschen Bundesligisten Borussia Mönchengladbach. Am 25. August 2012 (1. Spieltag) debütierte er beim 2:1-Sieg im Heimspiel gegen die TSG 1899 Hoffenheim, als er in der 74. Minute für Mike Hanke eingewechselt wurde. Am 33. Spieltag der Saison 2012/13 erzielte er im Auswärtsspiel gegen den 1. FSV Mainz 05 bei seinem ersten Startelfeinsatz drei Tore.
In die Saison 2014/15 startete Hrgota stark: In den ersten fünf Pflichtspielen erzielte er wettbewerbsübergreifend sieben Tore.

#### Eintracht Frankfurt
Zur Spielzeit 2016/17 wechselte Hrgota zum Ligakonkurrenten Eintracht Frankfurt, bei dem er einen Dreijahresvertrag unterschrieb. Im Mai 2018 gewann er mit der Eintracht nach einem 3:1-Finalsieg gegen den FC Bayern München den DFB-Pokal. Im August 2018 wurde Hrgota vom neuen Trainer Adi Hütter mit sechs weiteren Spielern aus dem Kader gestrichen und in eine separate Trainingsgruppe versetzt. Seine Rückennummer 31 wurde an den auf Leihbasis zurückgekehrten Torhüter Kevin Trapp vergeben; Hrgota erhielt stattdessen die 34. Anfang September 2018 wurde er gemeinsam mit den übrigen vier Spielern, die bis zum Ende der Transferperiode keinen neuen Verein gefunden hatten, wieder in das Mannschaftstraining integriert. Jedoch wurde Hrgota nicht für die UEFA Europa League gemeldet. Am 19. Oktober 2018 kam Hrgota beim 7:1-Sieg gegen Fortuna Düsseldorf nach seiner Einwechslung kurz vor dem Spielende wieder in einem Pflichtspiel zum Einsatz. Dies blieb sein einziger Ligaeinsatz in dieser Spielzeit. Hrgota verließ den Verein am Saisonende mit dem Auslaufen seines Vertrags.

#### Greuther Fürth
Nach dem zweiten Spieltag der Saison 2019/20 wechselte der Schwede in die 2. Bundesliga zur SpVgg Greuther Fürth, bei der er einen bis Juni 2021 laufenden Vertrag erhielt. Dort wurde der Schwede sofort zum Stammspieler sowie Leistungsträger und erzielte in seiner ersten Spielzeit 10 Tore in 32 Ligaspielen. In der Saison 2020/21 übernahm der Stürmer das Kapitänsamt und verhalf seiner Mannschaft mit 16 Toren zum direkten Aufstieg in die Bundesliga.
Sein Vertrag in Fürth läuft bis 2026.

### Nationalmannschaft
Hrgota spielte für die U18-, die U19- und die U21-Jugendauswahlmannschaften des schwedischen Fußballverbandes. Er absolvierte insgesamt 28 Spiele für die Jugendmannschaften und erzielte dabei sechs Tore. Im Oktober 2012 wurde eine Kontaktaufnahme seitens des kroatischen U21-Nationaltrainers Ivo Šušak zwecks einer Nominierung Hrgotas bekannt. Dabei dementierte Hrgotas Agent eine Entscheidung für die kroatischen Auswahlmannschaften.
Sein Debüt in der schwedischen A-Nationalmannschaft gab Hrgota am 4. September 2014 beim 2:0-Sieg im Test-Länderspiel gegen Estland. Im selben Jahr folgten zwei weitere Einsätze. Bis März 2022 wurde er nicht mehr berücksichtigt, dann für das WM-Play-off-Spiel gegen Tschechien nominiert.

## Erfolge
Eintracht Frankfurt
- DFB-Pokalsieger: 2018
  - Finalist: 2017

SpVgg Greuther Fürth
- Aufstieg in die Bundesliga: 2021

Nationalmannschaft
- U21-Europameister: 2015